# Fakulteta za logistiko v Celju
Fakulteta za logistiko Univerze v Mariboru (FL UM) je izobraževalna in znanstvenoraziskovalna institucija s področja logistike v Sloveniji s sedežem v Celju in dislocirano enoto v Krškem.
Izvajajo mednarodno akreditirane študijske programe na vseh treh bolonjskih stopnjah. Na 1. stopnji visokošolski strokovni študijski program Gospodarska in tehniška logistika ter univerzitetni študijski program Logistika sistemov.
Posebnost fakultete je kombinacija klasičnega in e-študija, ki ga imenujejo BLEND.FL in gre za model spletne učilnice, ki je narejen posebej za potrebe fakultete in omogoča študentu dostop do vseh gradiv, potrebnih za študij.
Trenutni dekan je izred. prof. dr. Bojan Rosi.